# Коробка Голлінґера
Коробка Голлінґера, також відома як «коробка для документів» або «архівна коробка» — спеціально виготовлена картонна коробка, яка використовується в архівах для збереження документів і фотографій. Термін «Голлінґер» відноситься до виробника, компанії Hollinger Metal Edge, заснованої в 1945 році в Арлінгтоні, штат Вірджинія. Hollinger Metal Edge працював з представниками Бібліотеки Конгресу та Національного архіву Сполучених Штатів над розробкою безкислотного паперу, коробок для зберігання та конвертів, які б зберігали архівні колекції. Коробки призначені для тривалого зберігання і зазвичай лежать на стандартних бібліотечних полицях.
Товариство американських архівістів визначає це як «контейнер, у якому вертикально зберігаються папки з паперовими документами, висотою приблизно 10 дюймів, шириною 12 або 15 дюймів і глибиною 6 або 3 дюйми, який зазвичай має вбудовану верхню петлю у верхній частині задньої стінки».